# محمد عبد الله العلفي
محمد بن عبد الله العلفي (1931 - 1961 ) ثائر عسكري يمني ولد في قرية دار سلم صنعاء ، كان أحد الثلاثة المشتركين في محاولة اغتيال الإمام أحمد حميد الدين، أثناء زيارته لمستشفى الحديدة، مع زميليه محسن الهندوانة، وهو من رجال الحركة الوطنية في اليمن، درس في المدرسة الحربية (صنعاء)، في صنعاء، وتخرج منها مع زميليه عبد الله اللقية، ومحسن الهندوانة 

## محاولة اغتيال الامام احمد
عين ضابطًا لمستشفى الحديدة، وكان يضمر للإمام أحمد يحيى حميد الدين، كرهًا بالغًا؛ فاتفق مع زميليه عبد الله اللقية، ومحسن الهندوانة على قتله، وكان حسين المقدمي، مدير المستشفى من الثوار، وصديقًا للعلفي؛ فأعلمه بأن الإمام ينوي زيارة المستشفى؛ لتفقد بعض حرسه الذين أصيبوا إثر حادث انقلاب إحدى سيارات موكب الإمام، وهو في طريقه إلى الحديدة ، أعد العلفي مع اللقية، والهندوانة خطة لقتل الإمام، وحين وصل الإمام أحمد حميد الدين إلى المستشفى، وكان الوقت ليلاً، منع العلفي حراس الإمام من الدخول إلى المستشفى، بحجة خشية إزعاج المرضى، وأفهمهم أن هذه رغبة الإمام، وما أن دخل الإمام إلى بهو المستشفى؛ حتى أطفئتْ الأنوار، ثم أُطلق عليه وابلٌ من الرصاص، في مواضع مختلفة من جسده، فهوى مضرجًا بدمائه، وتظاهر بالموت، ودخل حرسه، وألقوا القبض على عبد الله اللقية، ومحسن الهندوانة، وظل العلفي يقاوم حتى قُتل، وقيل: إنه أطلق النار على نفسه، بعد معرفته أن الإمام لم يمت، وأن عملية إسعافية تجرى له.